# Lormaison
Lormaison é uma comuna francesa na região administrativa de Altos da França, no departamento de Oise. Estende-se por uma área de 4,98 km². Em 2010 a comuna tinha 1 324 habitantes (densidade: 265,9 hab./km²).